# Corabia
Corabia este un oraș în județul Olt, Oltenia, România, format din localitățile componente Corabia (reședința) și Tudor Vladimirescu, și din satul Vârtopu. Are o populație de 13.527 de locuitori.

### Așezarea geografică
La extremitatea de sud a județului Olt, pe malul stâng al Dunării, se află așezat orașul Corabia, centrul urbanistic cu importanță economică, culturală și strategică.
Orașul Corabia s-a format și s-a dezvoltat în sudul fostului județ de baltă, care s-a numit apoi județul Romanați, iar astăzi județul Olt, între așezări mai vechi: Corabia Veche la vest, Dașova la est și Seliștoara, care cu timpul au devenit suburbii ale orașului. În urma ultimei împărțiri administrativ-teritoriale din 16 februarie 1968, în componența orașului au intrat și localitățile Celei, Vârtop, Tudor Vladimirescu și comuna suburbană Gârcov.
Deși orașul Corabia este de dată recentă, luând ființă în anul 1871, urmele materiale, documentele scrise și traditia orală confirmă existența, continuitatea și dezvoltarea societății omenești în acest colț al țării noastre, începând din cele mai vechi timpuri, reconstituind istoria acestei societăți.

### Relieful
Ținut cu adânci rezonante în istoria veche și contemporană a României, pământurile orașului Corabia aduc din cele mai îndepărtate vremuri, vestigii ale vieții materiale și spirituale ale strămoșilor noștri, îmbinându-le armonios cu tumultul creator al prezentului care, pe aceste meleaguri, ca întreaga tara, a crescut o nouă geografie a acestor locuri și un nou sens istoriei oamenilor.
Așezat în terasa cu același nume, scăldat de apele Dunării, orașul Corabia se află la 50 m altitudine față de nivelul mării, fiind astfel cea mai joasă așezare urbană din județ. Orașul Corabia face parte din Câmpia Corabiei, situată în dreaptă Oltului și se întinde de la marginea de sud a județului până la Dunăre.
Cursul Dunării, delimitat din punct de vedere geografic în sectorul sudparetic se adaptează în bună parte caracteristicilor ce le imprimă îmbinarea Câmpiei Române cu Podișul Prebalcanic. Aici, în condițiile câmpiei, își creează un drum larg, cu luncă vastă, care atestă și în această zonă tendința de abatere a fluviului spre sud. În ceea ce privește viiturile și debitul maxim în sectorul Corabia, faptul că Dunărea poate atinge la patru ani o cotă maximă anuală de 9116,6 mc/secunda.
Valea Dunării, orientată de la vest, are un evident caracter asimetric, cu versantul drept al Podișului Prebalcanic înalt și abrupt care domină șesul coborât al Dunării cu terase întinse de pe malul românesc. Albia Dunării are lățime ce variază între 1 și 1,5 km, și se bifurcă în numeroase brațe care închid ostroavele cu dimensiuni diferite, cum sunt: Păpădia, Grădiștea, Dragoveiul, Baloiul, Calovat, în luncă atinge o lățime de 8–9 km, în dreptul localității Potelul, și se îngustează la Corabia, unde este mai întinsă pe malul bulgăresc.
Terasele se desfășoară ca trepte bine delimitate, începând de la linia Tauca-Orela-Corabia-Gareav și până la linia Obarsia-Crusov, mai dezvoltată fiind cea de 15–20 m înălțime, denumită terasa Corabia.
Microrelieful variat și extins este format din dune de nisip în zona Obarsia-Potelu, crovuri în Câmpia Boianului, grinduri și microdepresiuni.
În special în lunci, surpări și alunecări de teren, ogoare și bazine de recepție torențiale, conuri de dejecție, iar în sud numeroase antropice de tipul gorganelor.
Apele freatice au adâncimi variabile și o influență destul de mare în unele sectoare ale județului (Vădastra, Vișina), provocând exces de umiditate în anii ploioși. Orizonturile freatice se află la adâncimi de 0–3 m în lunca Oltului și a Dunării, 5–10 m și 10–15 m în terasele Oltului și Dunarii, peste 20 m în câmpul înalt al Boianului.

### Clima
Poziția geografică și relieful determină în mare măsură și manifestarea elementelor climatice. Pe teritoriul orașului, clima este temperat-continentală cu o nuanță mai aridă datorită valurilor de aer uscat din est, care determină ierni aspre și veri uscate.
Temperatura medie anuală este de 11,2 grade Celsius. Zona orașului Corabia se distinge atât prin media lunilor de vară mai ridicată (32,2 °C), cât și prin valorile extreme care s-au înregistrat până acum: 42 °C în luna iulie a anului 1945 și 32 °C în ianuarie 1924 și 1942. Aproximativ 200-210 zile din an nu se produce îngheț. Cantitatea de precipitații anuale este în medie de 500 ml, influențând diferențiat evoluția perioadei de vegetație și desfășurare a lucrărilor la culturile agricole.
Vânturile care caracterizează clima sunt:
- Crivățul - care aduce iarna viscol și zăpadă, primăvara ploaie și vara secetă;
- Austrul - un vânt secetos ce suflă din sud-vest;
- Băltărețul - care aduce ploi.

Viteza medie a vantului este de 5 m/s.
Regimul eolian influențează direct pierderile de apă prin evacuare, acceptând deficitul de umiditate din sol.

### Hidrografia
Suprafața malului Dunării în județul Olt în partea de sud este de 47 km și colectează pe teritoriul orașului Corabia întreaga rețea hidrografică a județului. În ceea ce privește viiturile și debitul maxim în sectorul Corabia, din datele hidrometrice înregistrate reiese că Dunărea a atins un nivel maxim de 722 cm și chiar 796 cm influențat de fenomenele de îngheț.
Dunărea are un nivel mediu multianual de 275 cm, iar nivelul mediu absolut de 101 cm rezultând o amplitudine maxima de 832 cm. Valoarea economică a Dunării este binecunoscută, portul Corabia constituind un important punct de legătură a județului cu celelalte orașe dunărene și cu Marea Neagră.

## Istorie
În cartierul Celei (fostul sat Celei, absorbit în sec. al XX-lea de către noul oraș) se găsesc ruinele cetății dacice Sucidava, capitala tribului geto-dacic al Sucilor, unde Constantin cel Mare a construit un pod peste Dunăre, al cărui capăt există și azi. A fost al doilea pod peste Dunăre construit de Imperiul Roman. A fost construit sau reconstruit în anul 328, în timpul lui Constantin cel Mare dar a avut o viață scurtă. În incinta cetății se găsește și intrarea într-o fântână secretă cu o adâncime de 12 m a cărei apă este potabilă și astăzi.

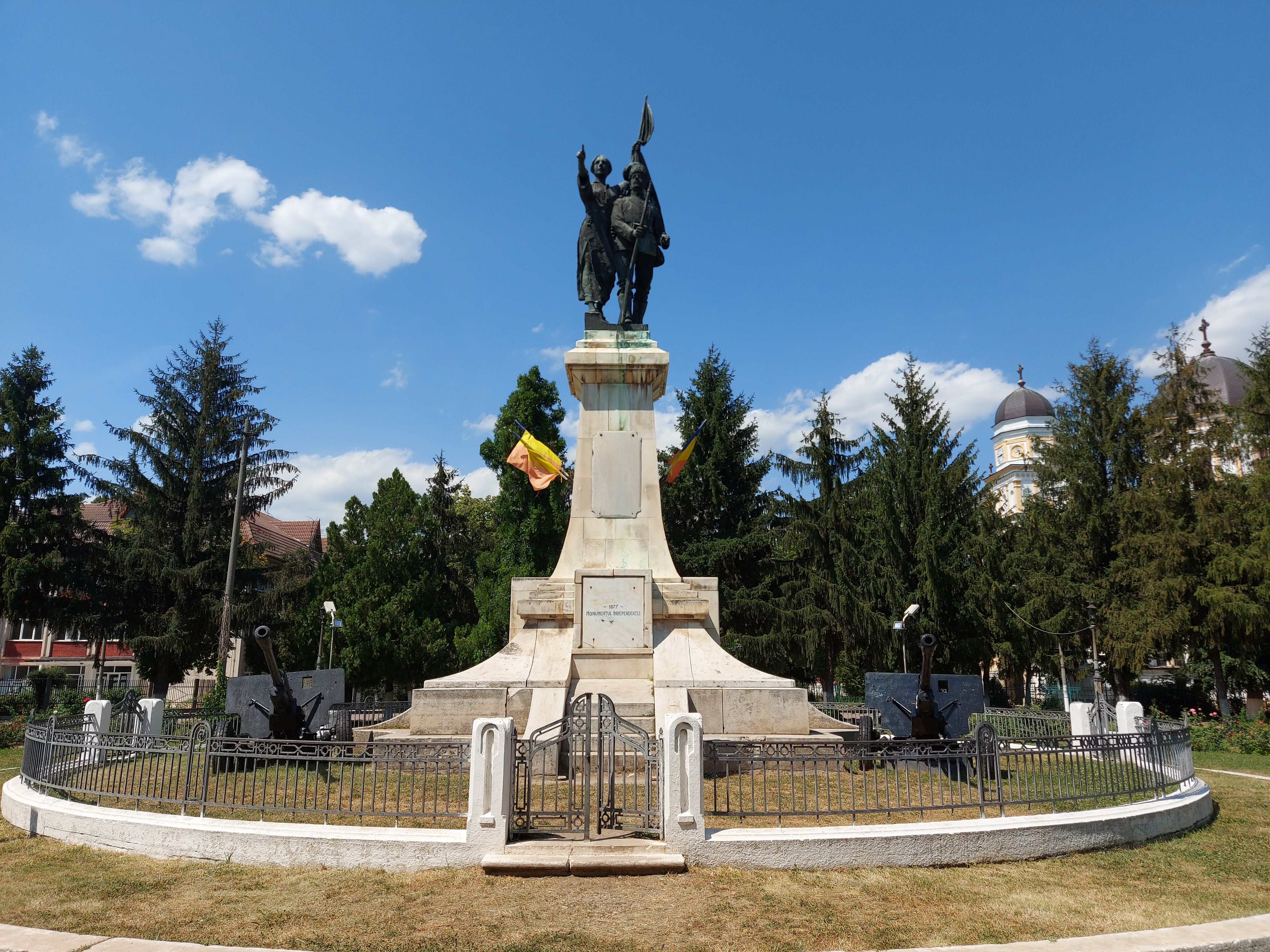
Monumentul Independenței 1877

Pe teritoriul actualului oraș, în secolul al XIX-lea, se afla satul Corabia, proprietatea Mănăstirii Bistrița. Dat fiind faptul că Gh. Bibescu, proprietarul schelei de la Izlaz (pe unde erau îmbarcate grânele din fostul județ Romanați), crea multe dificultăți comercianților din Caracal în exportul grânelor, 37 dintre aceștia, printr-o petiție adresată domnitorului Alexandru Ioan Cuza la data de 24 iunie / 6 iulie 1859, cereau clădirea unei noi schele în satul Corabia (considerat ca având și o poziție mai avantajoasă la Dunăre decât Islazul) și transformarea acestui sat în oraș liber. Se propunea pentru aceasta răscumpărarea a 1.000 pogoane pe care să se construiască casele noului oraș, iar numele noului oraș să fie Alexandru Ioan Cuza. Domnitorul a aprobat, teoretic, construirea schelei și a noului oraș, cu denumirea Mircea, în memoria domnitorului Mircea cel Bătrân, însă proiectul nu a mai fost pus în practică la acel moment.
Abia în anul 1871, după reluarea demersurilor de către comercianții din Romanați, a fost adoptată Legea fondării orașului Corabia la 30 noiembrie/11 decembrie 1871, lege prin care se acordau viitorului oraș 500 de pogoane pentru construcția de locuințe și utilități publice și se stabilea edificarea noului port pe malul Dunării.

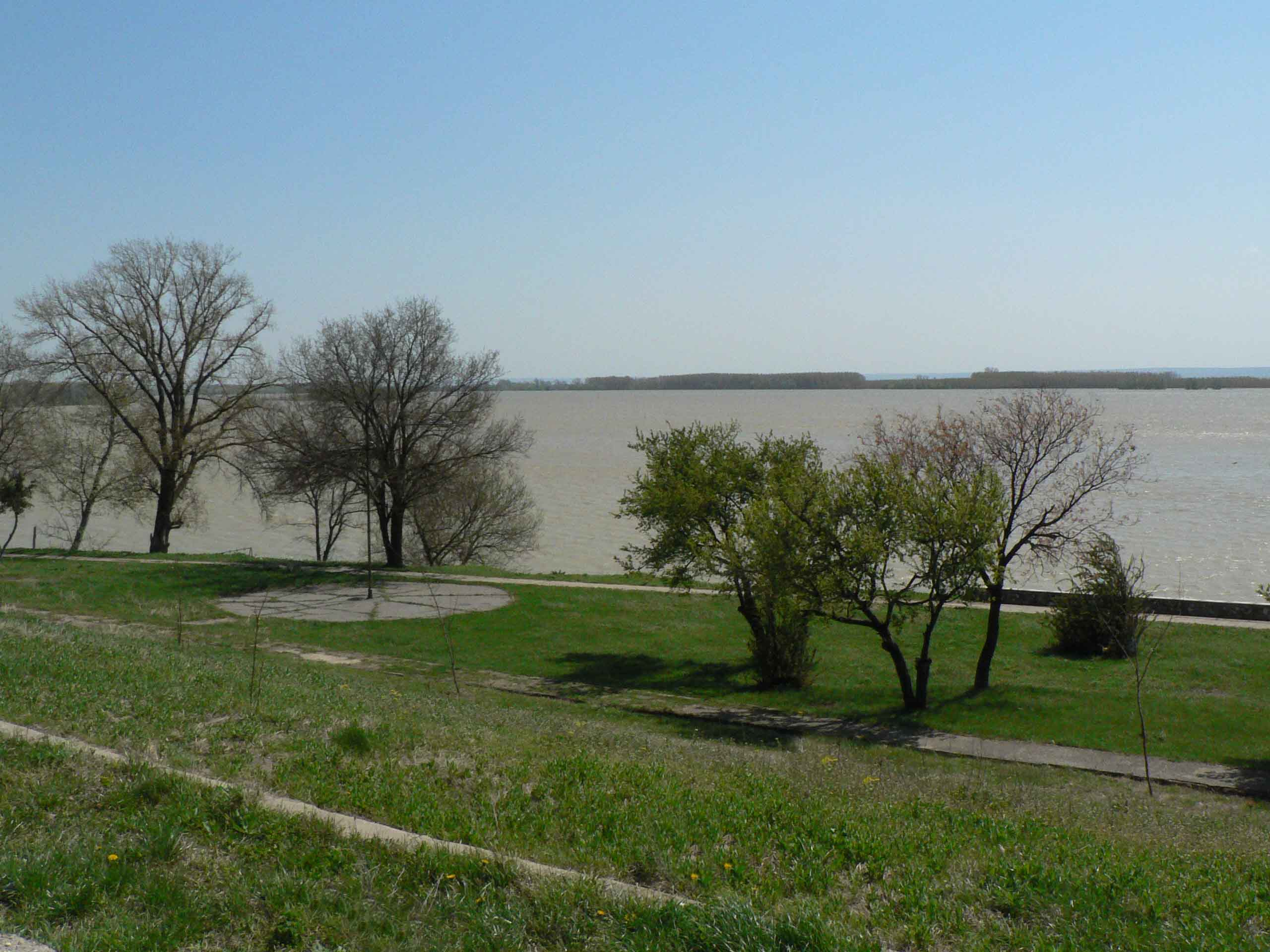
Dunărea la Corabia

La Corabia armata română a trecut Dunărea în 1877 pentru a angaja lupte cu trupele turcești în cadrul Războiului de Independență. Mărturie stau monumentele din cartierul Siliștioara: Monumentul Independenței, respectiv Crucea Eroilor.
Se dezvoltă la sfârșitul sec. al XIX-lea pe baza exportului de cereale, în 1892 este legată la rețeaua feroviară a României. La începutul sec. XX se construiesc principalele edificii publice, este perioada de maximă înflorire economică naturală a orașului. În perioada interbelică apar noi mici industrii, activitatea de bază rămâne cea portuară, prin Corabia desfășurându-se cea mai mare parte a comerțului fluvial cu cereale din zona.
În vremea regimului comunist, portul este închis. Este impus un regim de industrializare forțată, Corabia reprezentând un puternic centru industrial, cu o fabrică de fire sintetice, o fabrică de mobilă, una de zahăr și o tăbăcărie minerală. În afara fabricii de zahăr, toate celelalte obiective industriale au fost închise după 1989. Fabrica de fire sintetice a funcționat pană la începutul primului deceniu al secolului al-XXI-lea.
În centrul orașului se află una dintre cele mai mari catedrale ortodoxe din România - Catedrala Sfânta Treime - precum și o statuie alegorică (România reprezentată ca o tânără fată) indicând spre locul în care forțele române au traversat Dunărea în Războiul de independență (Monumentul Eroilor).
În Corabia s-au născut actorul și fostul director al Teatrului Național din Craiova, Emil Boroghină, poetul Virgil Mazilescu și golgheterul Universității Craiova, Ion Oblemenco.În prezent, stadionul din Corabia poartă numele acestuia, nume schimbat acum câțiva ani din "Progresul". De altfel, în 2000, Progresul Corabia a fost reînscrisă în campionatul județean, după ce o perioadă n-a mai activat.

## Demografie
Componența etnică a orașului Corabia
     Români (78,69%)
     Romi (6,51%)
     Alte etnii (0,12%)
     Necunoscută (14,68%)
Componența confesională a orașului Corabia
     Ortodocși (83,87%)
     Alte religii (0,67%)
     Necunoscută (15,46%)
Conform recensământului efectuat în 2021, populația orașului Corabia se ridică la 13.527 de locuitori, în scădere față de recensământul anterior din 2011, când fuseseră înregistrați 16.441 de locuitori. Majoritatea locuitorilor sunt români (78,69%), cu o minoritate de romi (6,51%), iar pentru 14,68% nu se cunoaște apartenența etnică. Din punct de vedere confesional, majoritatea locuitorilor sunt ortodocși (83,87%), iar pentru 15,46% nu se cunoaște apartenența confesională.
0500010.00015.00020.00025.00019121948196619922011populațiePopulația istorică din Corabia
Date: Recensăminte sau birourile de statistică - grafică realizată de Wikipedia

## Politică și administrație
Orașul Corabia este administrat de un primar și un consiliu local compus din 17 consilieri. Primarul, Iulică Oane[*], de la Partidul Social Democrat, este în funcție din 2012. Începând cu alegerile locale din 2024, consiliul local are următoarea componență pe partide politice:
|  | Partid                          | Consilieri | Componența Consiliului | Componența Consiliului | Componența Consiliului | Componența Consiliului | Componența Consiliului | Componența Consiliului | Componența Consiliului | Componența Consiliului | Componența Consiliului | Componența Consiliului |
|  | ------------------------------- | ---------- | ---------------------- | ---------------------- | ---------------------- | ---------------------- | ---------------------- | ---------------------- | ---------------------- | ---------------------- | ---------------------- | ---------------------- |
|  | Partidul Social Democrat        | 10         |                        |                        |                        |                        |                        |                        |                        |                        |                        |                        |
|  | Partidul Național Liberal       | 5          |                        |                        |                        |                        |                        |                        |                        |                        |                        |                        |
|  | Alianța pentru Unirea Românilor | 1          |                        |                        |                        |                        |                        |                        |                        |                        |                        |                        |
|  | Uniunea Salvați România         | 1          |                        |                        |                        |                        |                        |                        |                        |                        |                        |                        |

## Personalități
- Popa Șapcă (1795 - 1876), preot, haiduc;
- Nicolae Dobrescu (1874 - 1914), istoric, membru corespondent al Academiei Române;
- Catalin Delca 1993, actor;
- Theodor D. Ionescu (1898 - 1990), inginer chimist, membru corespondent al Academiei Române;
- Ștefan Voitec (1900 - 1984), politician, om de stat comunist;
- Nicolae Buicliu[9] (1906 - 1974), compozitor, profesor armean;
- Valentin Al. Georgescu (1908 - 1995), jurist, membru al Academiei Române;
- Constantin Anastasatu (1917 - 1995), medic, membru titular al Academiei Române;
- Pavel Chihaia (1922 - 2019), eseist, romancier și istoric de artă;
- Theodor Danetti (1926 - 2016), actor;
- Anton-Marin Mangiurea (n. 1936), om politic;
- Virgil Mazilescu (1942 - 1984), scriitor, traducător;
- Ion Oblemenco (1945 - 1996), fotbalist;
- Șerban Ionescu (1950 - 2012), actor;
- Emilian Nuțu (1951 - 2024), artist plastic;
- Cristina Vărzaru  (n. 1979), handbalistă;
- Eliza Cicic (n. 1994), handbalistă.

## Vezi și
- Sucidava
- Corabia - Turnu Măgurele (sit de importanță comunitară)